# Liechtensteinstraße
La Liechtensteinstraße est une rue de Vienne en Autriche.

## Situation et accès
C'est la rue principale du 9ème arrondissement d'Alsergrund. 
La Liechtensteinstrasse commence à la frontière entre les quartiers Innere Stadt et Alsergrund sur la Maria-Theresien-Strasse et s'étend initialement dans une direction nord-nord-ouest, de l'Alserbachstrasse dans une direction nord jusqu'à la Liechtenwerder Platz, où elle continue sur la Heiligenstädter Strasse. Elle est accompagnée à l'ouest par la pente frappante de la terrasse de la ville de Vienne, qui est en partie formée par des rues transversales clairement inclinées (par exemple Kolingasse, Hörlgasse, Türkenstraße, Berggasse, Rufgasse, Viriotgasse, Latschkagasse), dont certaines sont surmontées par des escaliers (Thurnstiege, Strudlhofstiege, Bindergasse, Vereinsstiege, Himmelpfortstiege).
Plusieurs tronçons peuvent être distingués. La partie la plus intérieure jusqu'à la Berggasse, située dans la zone de l'ancien glacis, est caractérisée par des immeubles d'habitation représentatifs de cinq à six étages datant des années 1870. Dans la zone jusqu'à la Bauernfeldplatz, on trouve des bâtiments de différentes périodes, des maisons de faubourg des périodes Joséphisme et Biedermeier jusqu'aux bâtiments historicistes. Vient ensuite la zone jusqu'à l'Alserbachstrasse, caractérisée par le jardin du Palais Clam-Gallas du côté ouest et le parc du Palais Liechtenstein, qui s'étend du côté est de la rue. Le long du côté ouest se trouvent des immeubles d'habitation de la classe moyenne, en partie somptueux, de la fin du 19e au début du 20e siècle. Dans la section située entre l'Alserbachstrasse et la Liechtenwerderplatz, les immeubles faubouriens plus simples de cinq à six étages dominent - en raison de l'éloignement croissant du centre-ville.

### Circulation
La Liechtensteinstrasse représente une liaison locale importante depuis la Ringstrasse dans la zone de la bourse jusqu'à l'Alserbachstrasse, où se trouvent des intersections vers Währing et Brigittenau, et jusqu'à la Liechtenwerder Platz et la Heiligenstädter Strasse en direction de Klosterneuburg.

## Origine du nom
La rue est nommée d'après le palais Liechtenstein, résidence viennoise de la famille princière du même nom.

## Historique

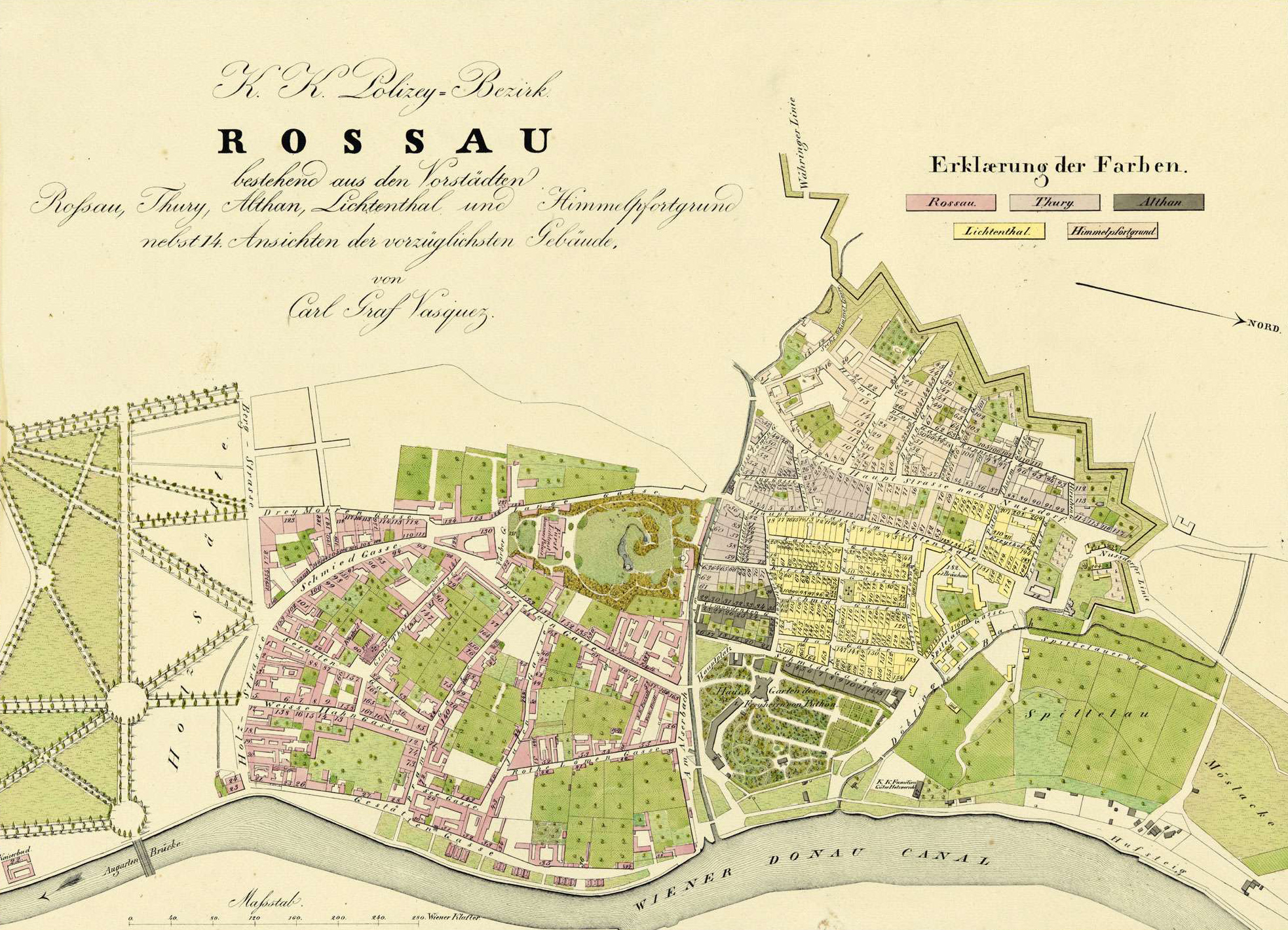
La rue en 1830

Dans le quartier de l'actuelle Liechtensteinstraße, il y avait déjà une route menant à Klosterneuburg au Moyen Âge. Ce chemin fut arraché par une grave crue du Danube en 1193; à cette époque, le dénivelé abrupt au nord de la Währinger Straße a également été créé, assumant cette liaison de transport.
En juin 1903, une ligne de tramway passant par la Liechtensteinstraße fut ouverte depuis la Kolingasse.

## Bâtiments remarquables et lieux de mémoire
(Les édifices historiques sont mis en évidence en gras.)
- N°13 : Maison du poète Friedrich Hebbel (plaque commémorative)
- N°19 : Immeuble d'habitation historique
- N° 21 : Dans la cour de la maison se trouve une figure baroque classée de Marie Immaculée.
- N°28 : Maison communautaire Joséphine sur la Sainte Trinité (1781)
- N°37 : Studio Molière, anciennement Cinéma Flieger
- N°37A : Lycée Français de Vienne
- Fürstengasse 1 : Palais-jardin Liechtenstein
- Strudlhofgasse : Escalier du Strudlhof
- N°51 : Palais Szeps, aujourd'hui ambassade de Suède
- N°57 : Maison historique de 1875
- En face du n°69 : fontaine Schubert
- N°74 : Localisation de la Maison de la Licorne Bleue, mentionnée à plusieurs reprises dans le roman de Heimito von Doderer L'Escalier du Strudlhof
- Devant le n° 110 : Croix du Prélat, en souvenir du salut lors de l'explosion de la Tour Poudrière le 26 juin 1779
- N° 132 : Théâtre expérimental à Liechtenwerd
- Les n° 134 et n° 159, construites en 1906 par Andreas Gisshammer, deux maisons représentatives de l'Art nouveau

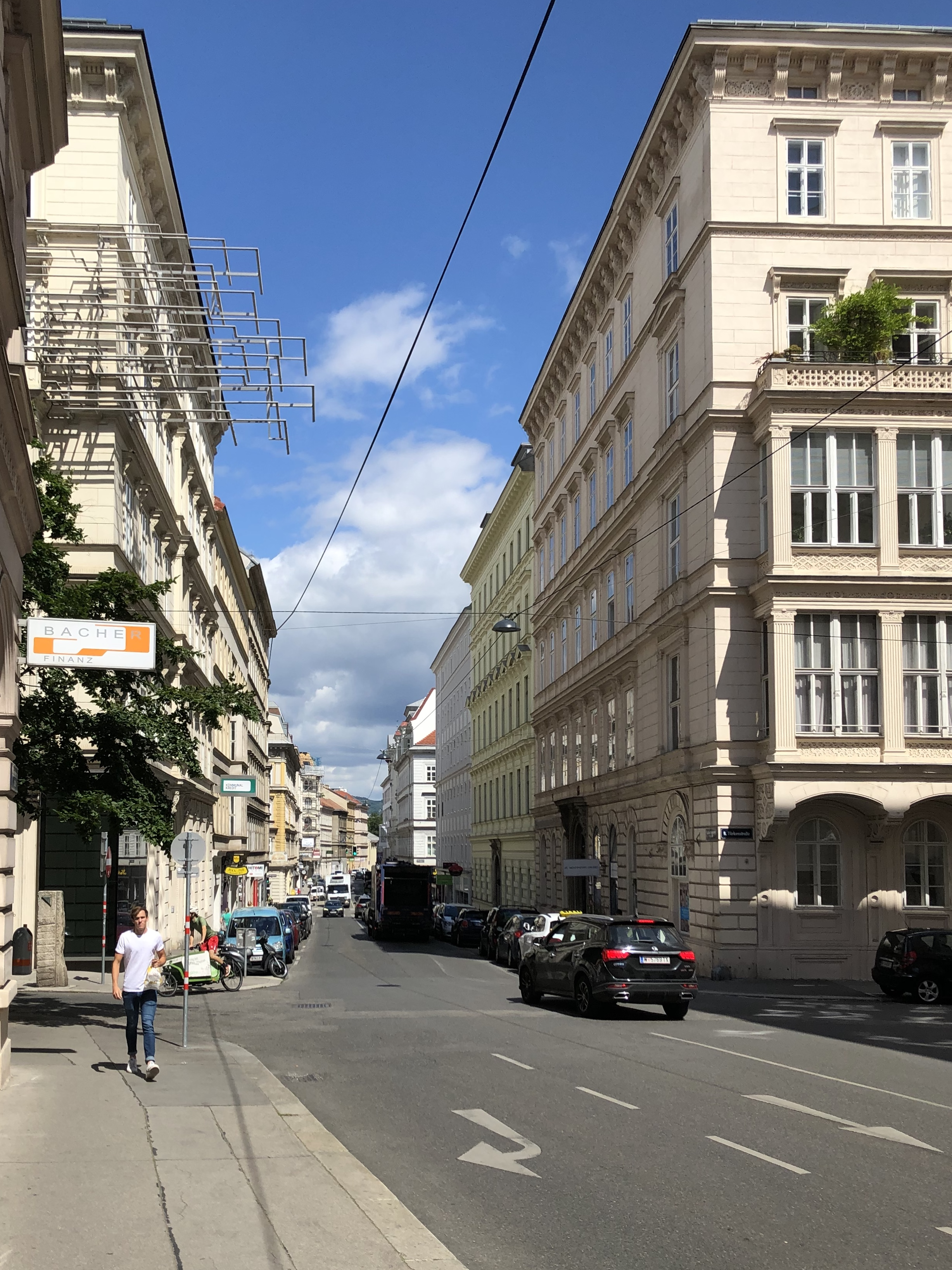
A la Türkenstrasse, face à la ville
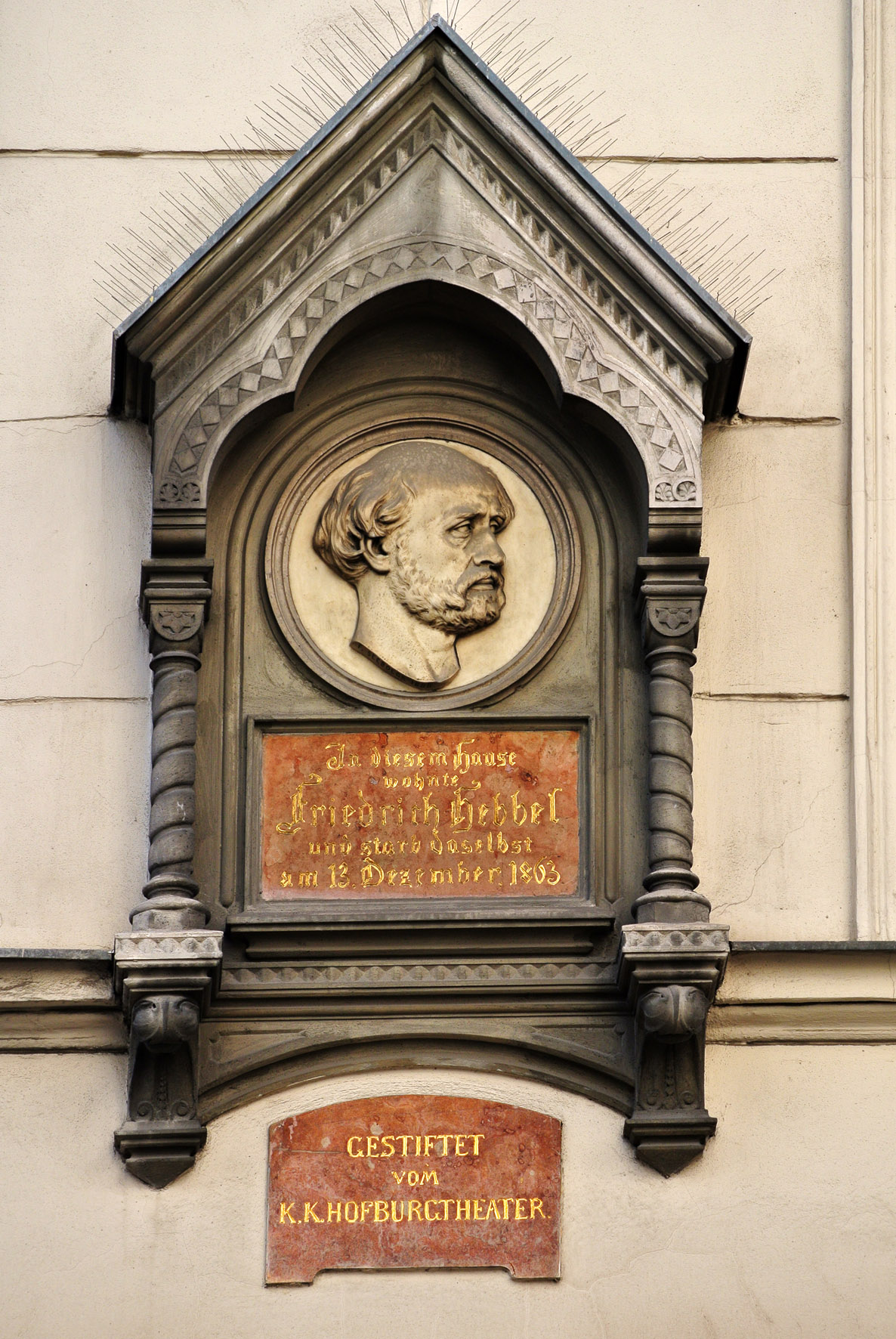
N° 13 : Plaque commémorative pour Friedrich Hebbel
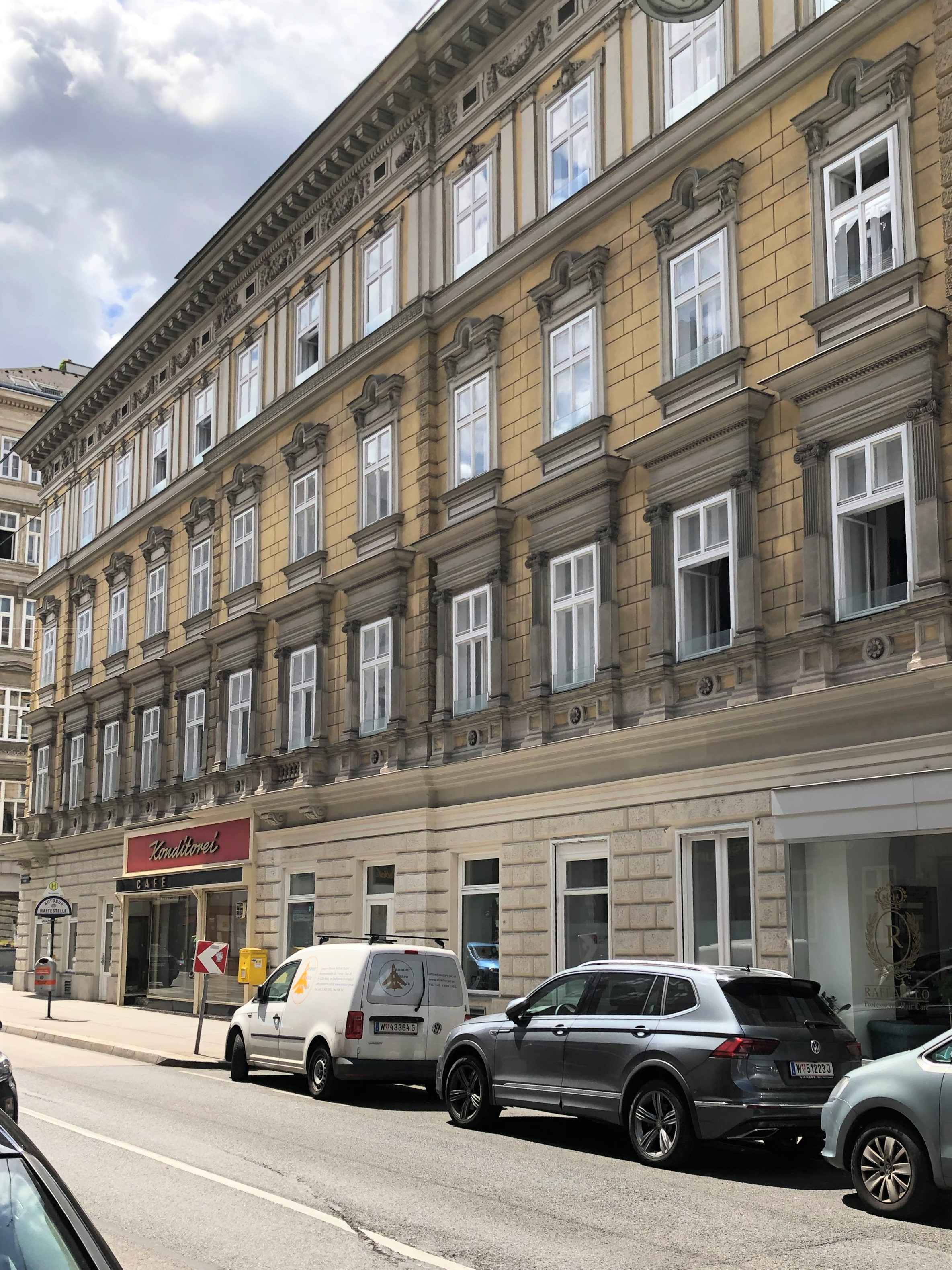
N°19
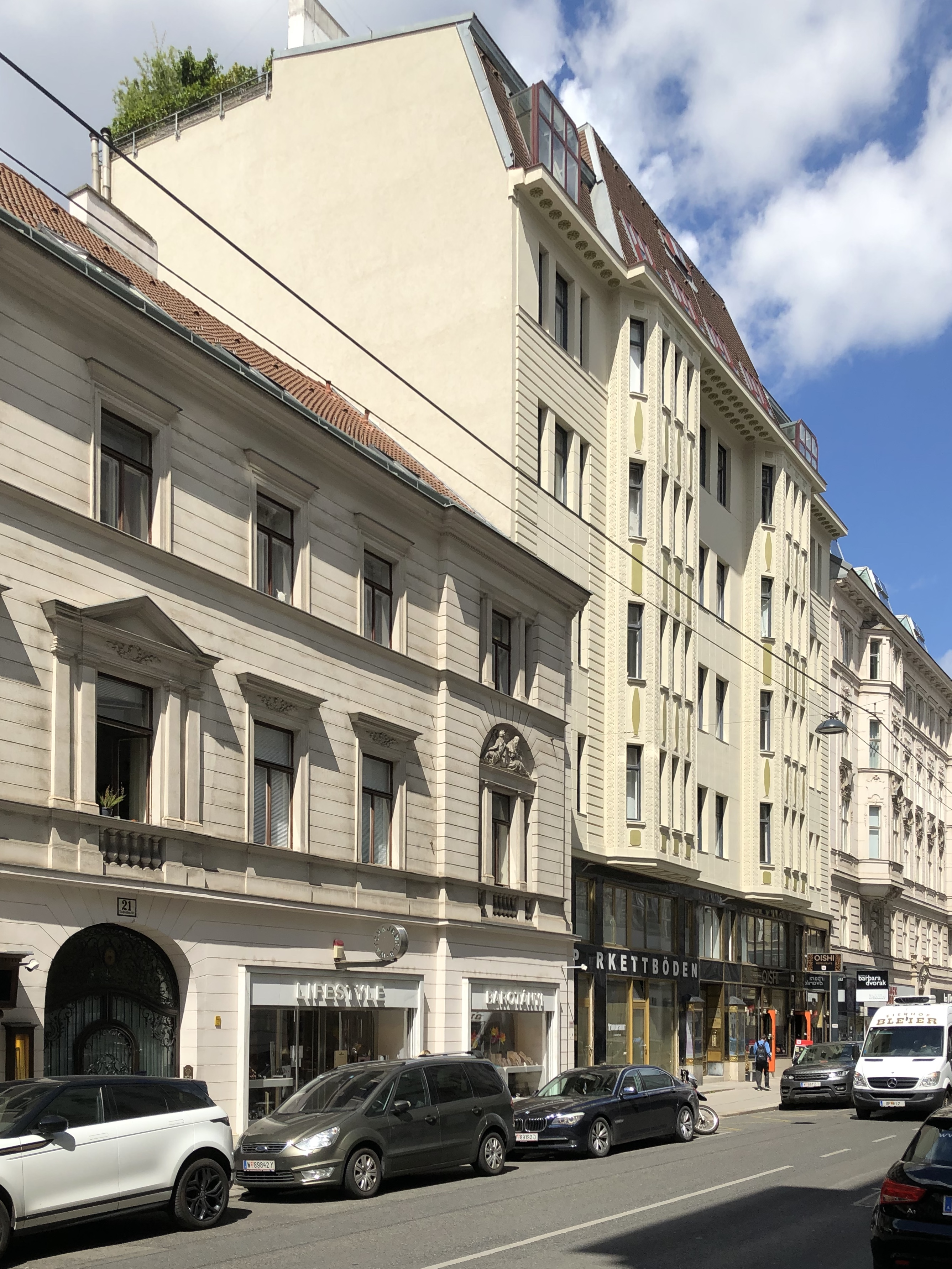
N°21 et 23
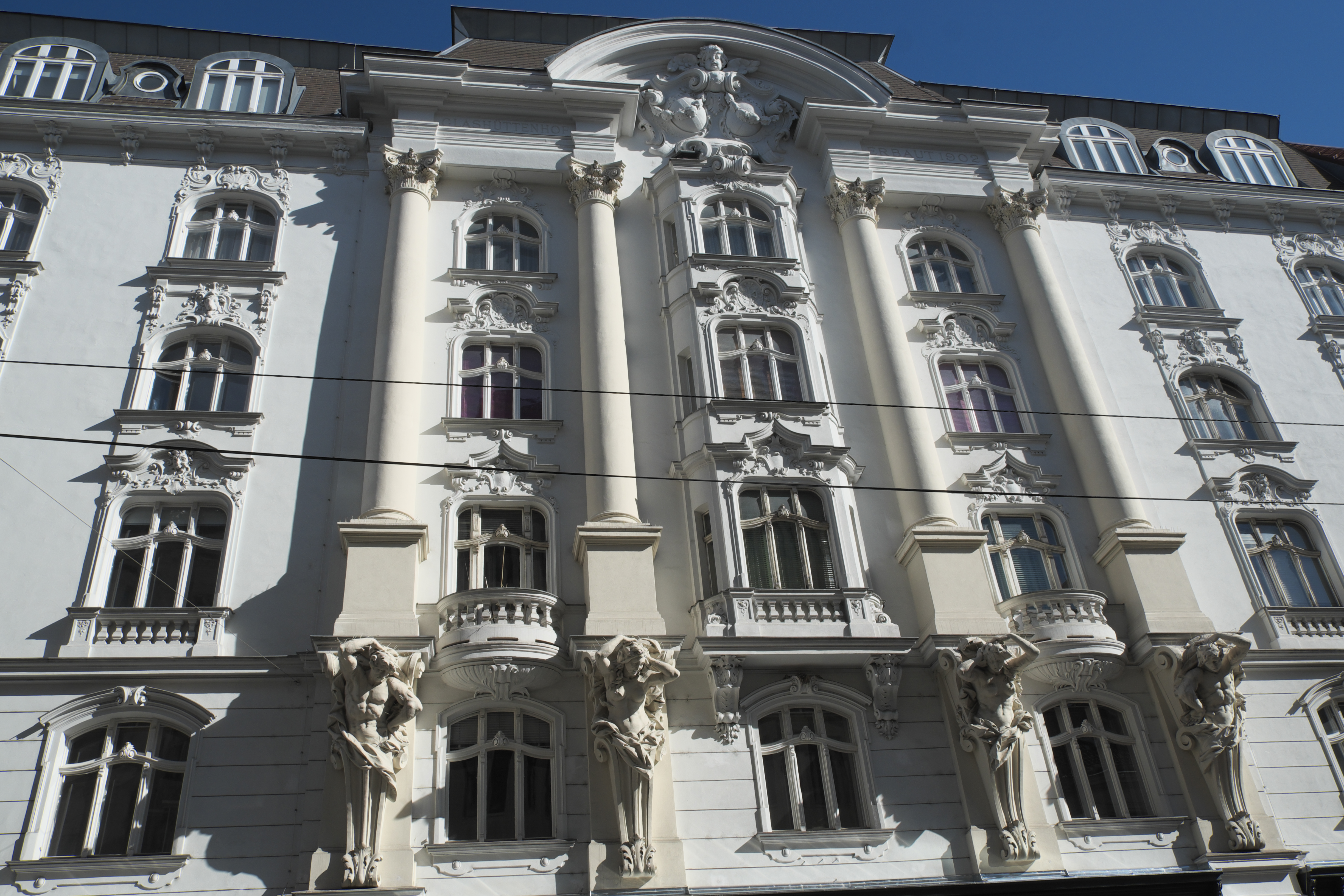
N°22 : Glashüttenhof (1902)
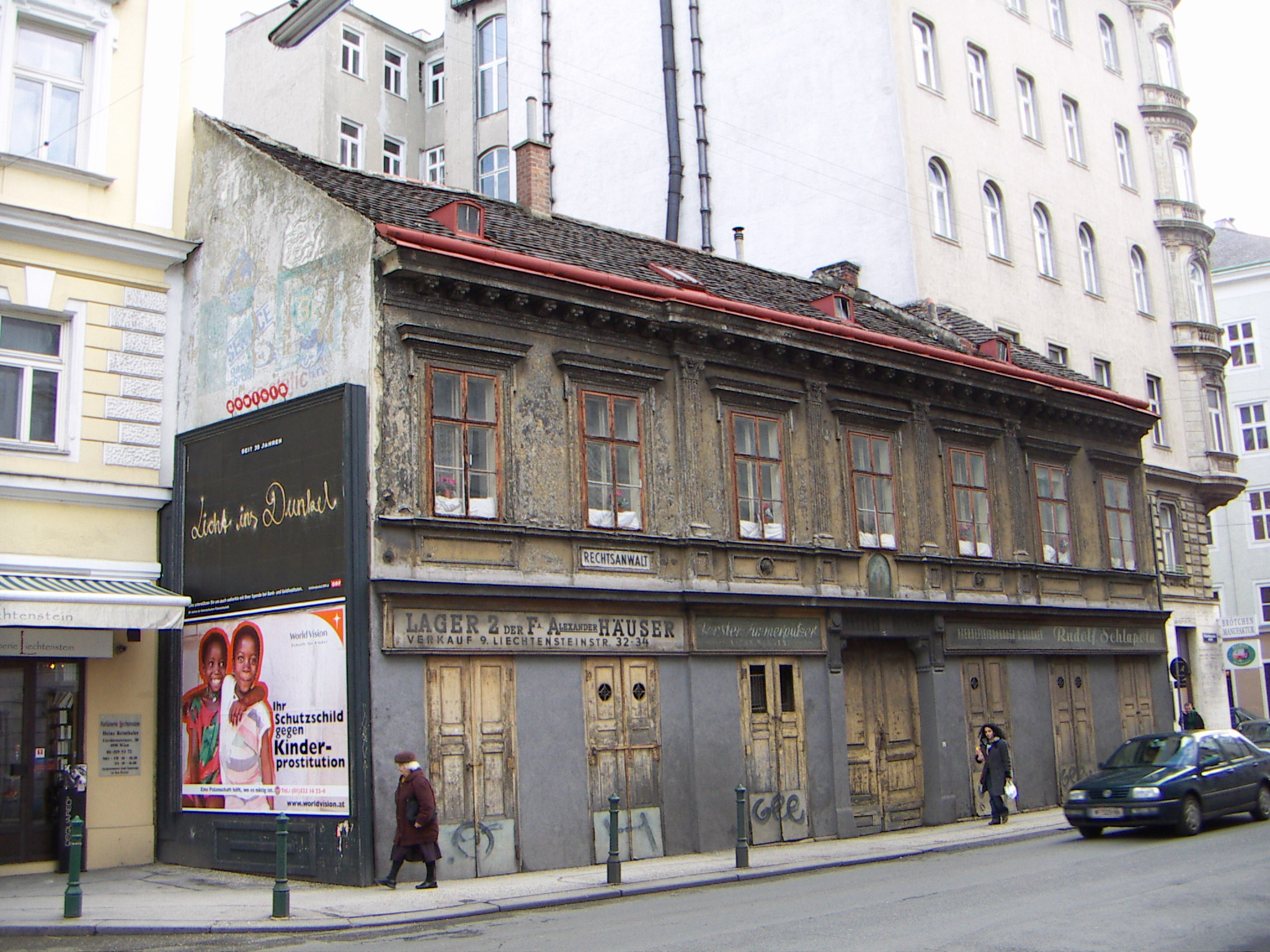
N°28 : À la Sainte Trinité
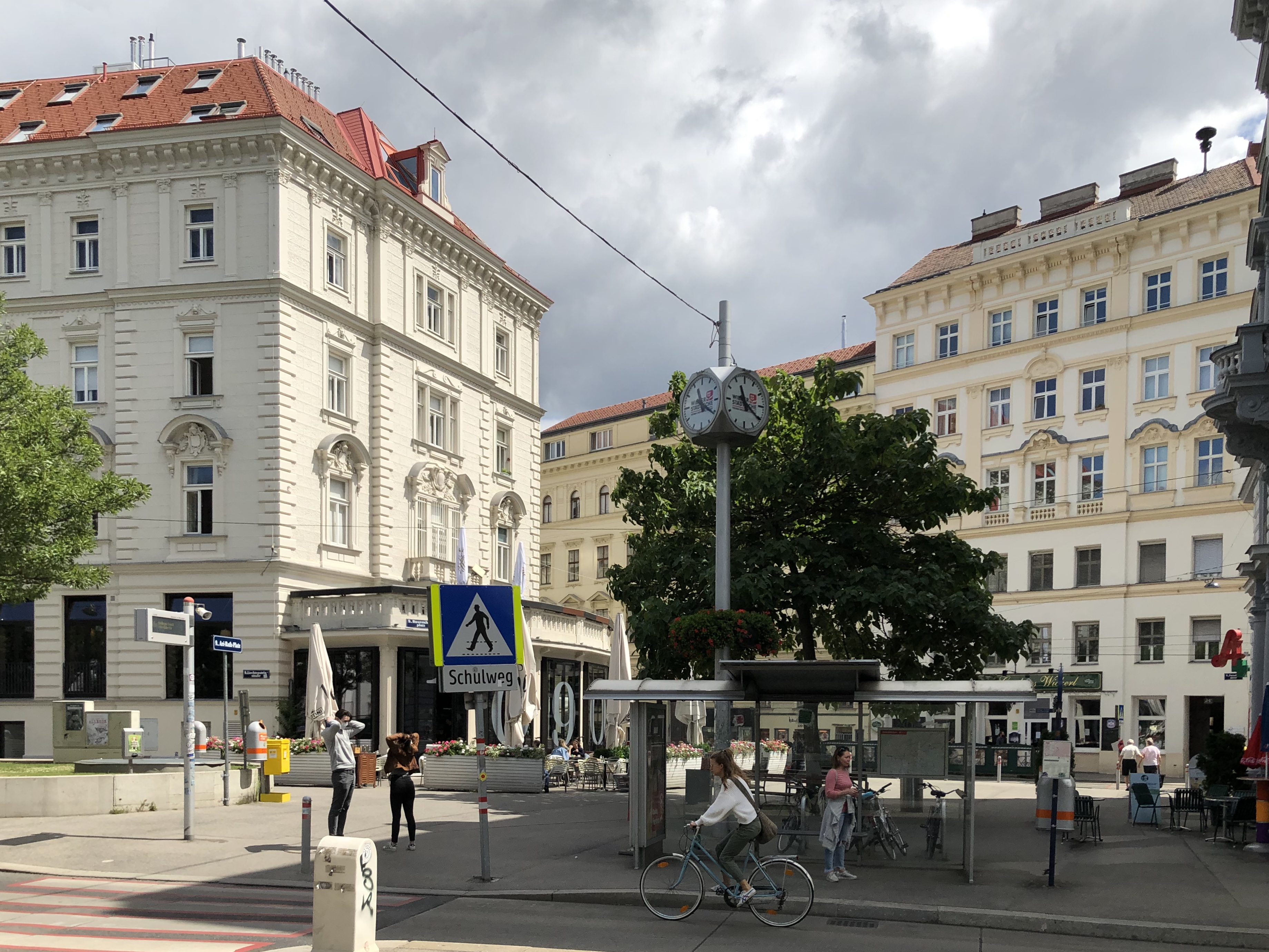
Bauernfeldplatz
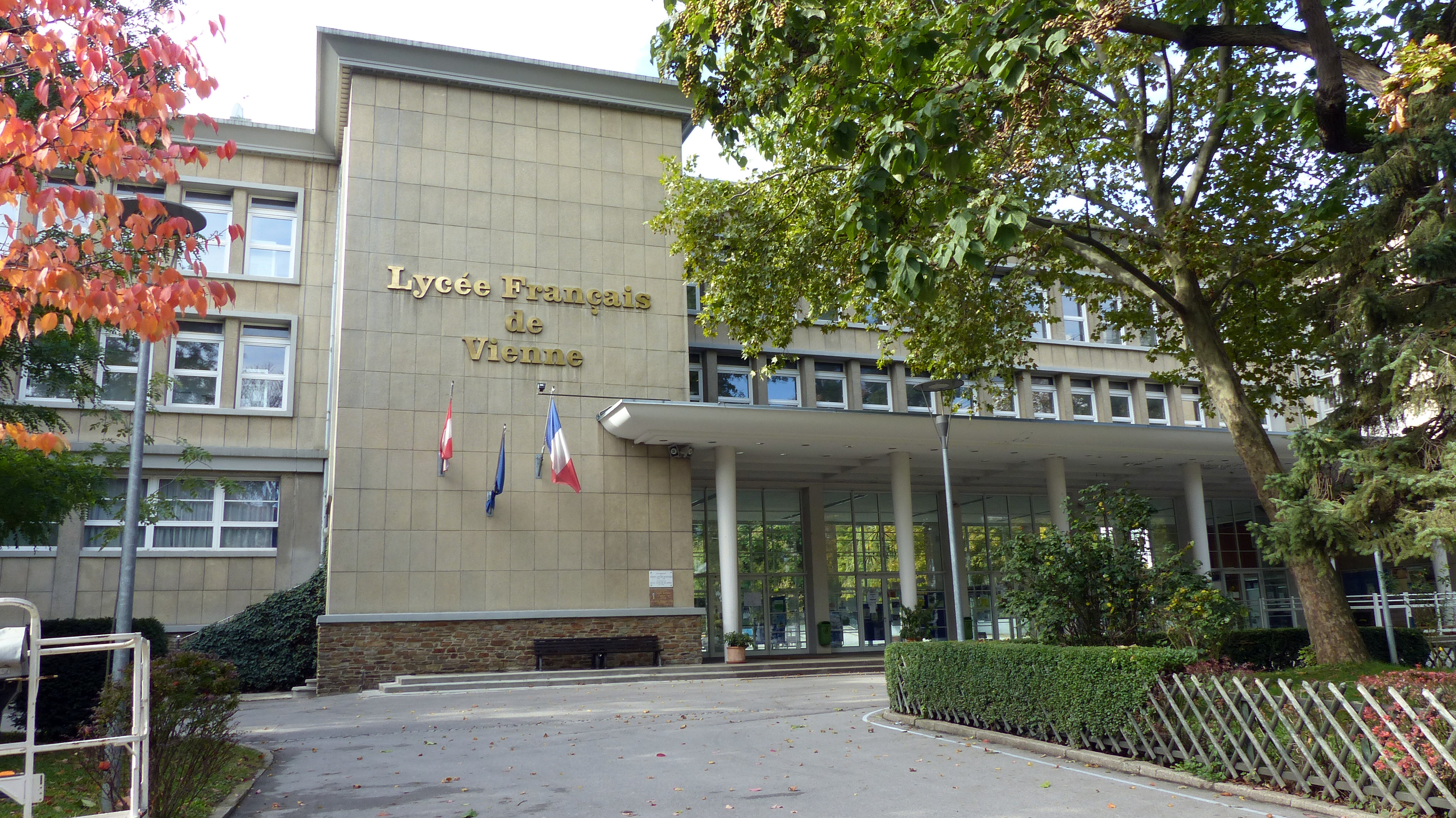
N°37A : Lycée Français
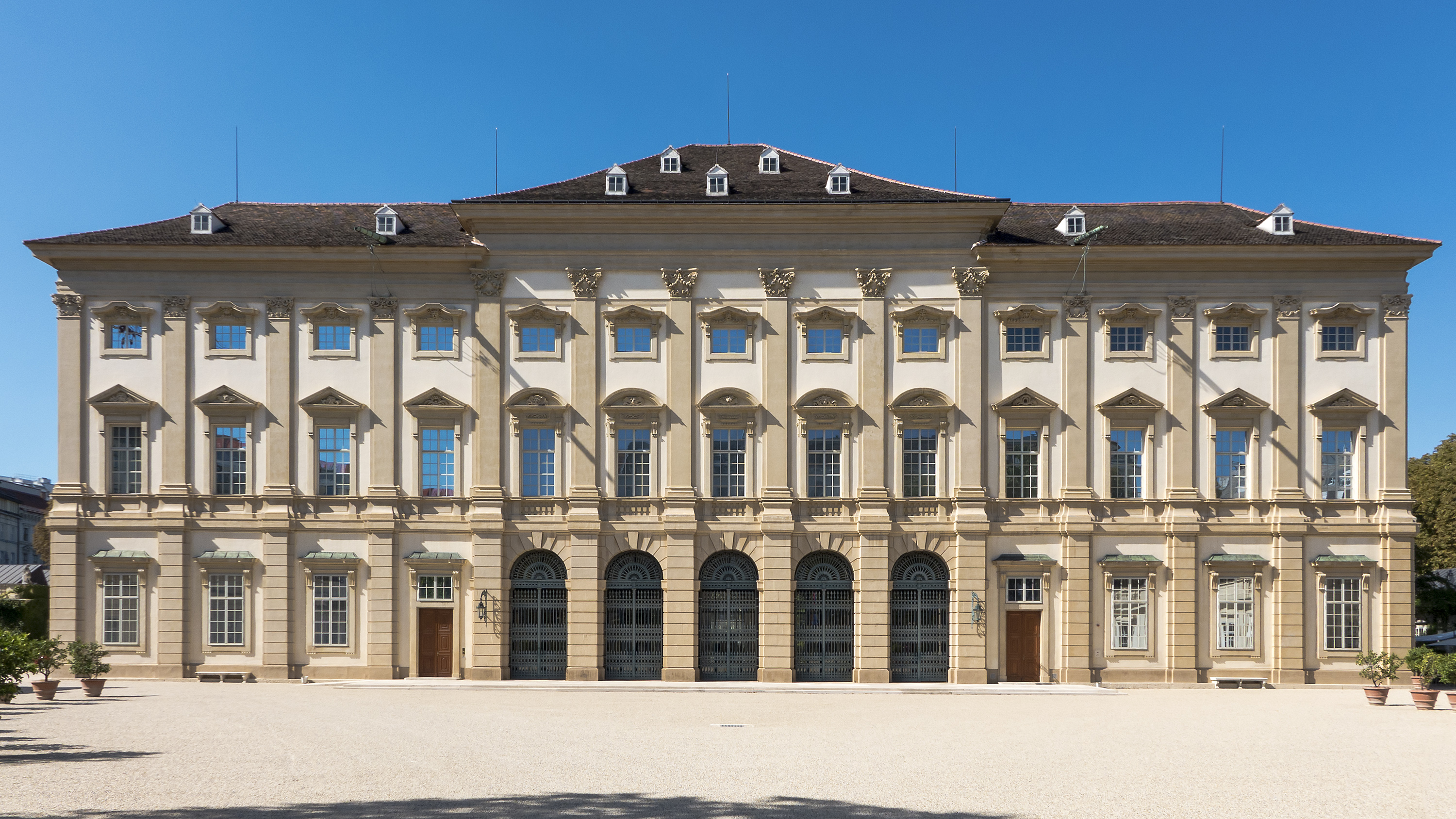
Palais Liechtenstein
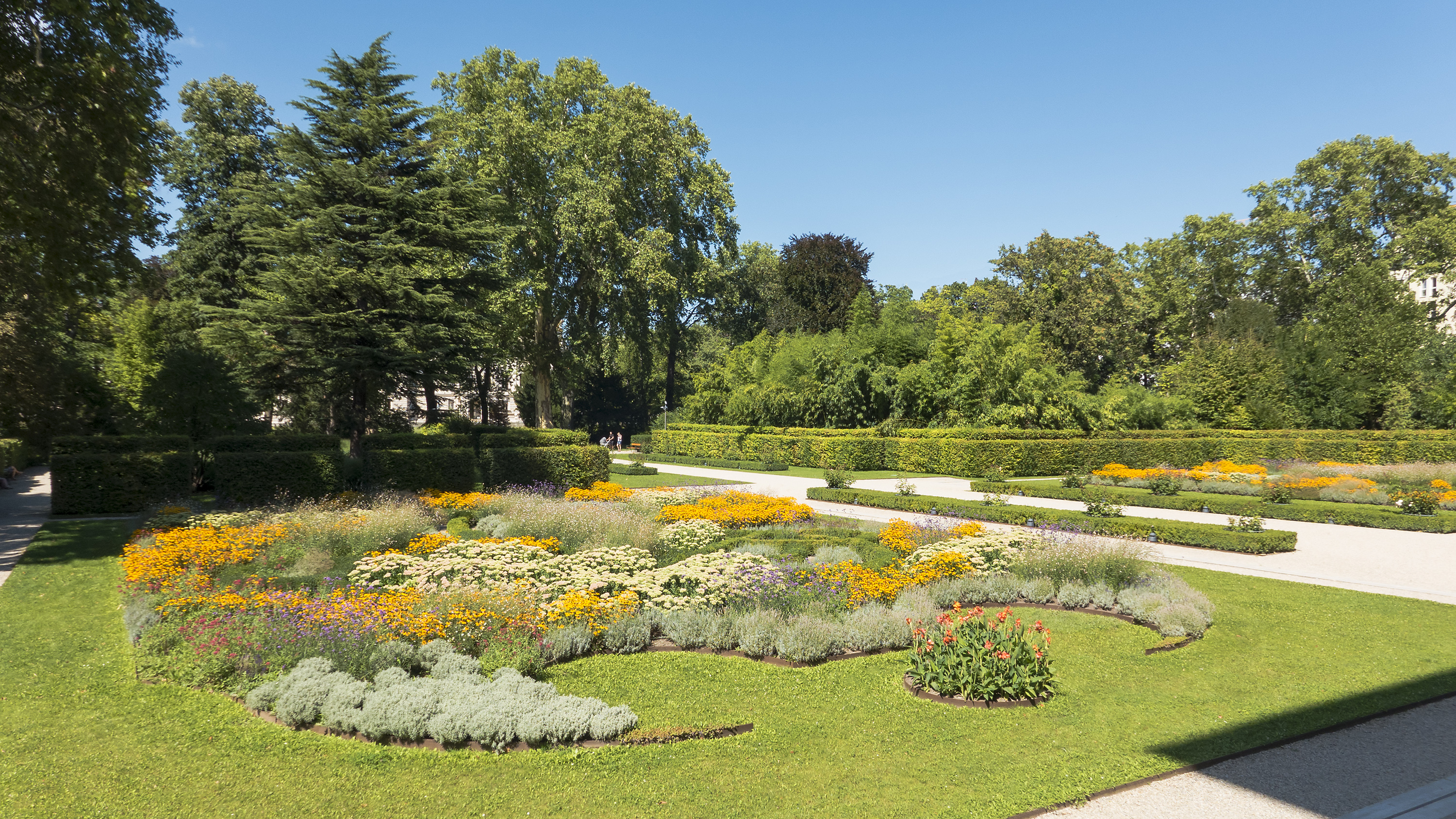
Parc du palais Liechtenstein
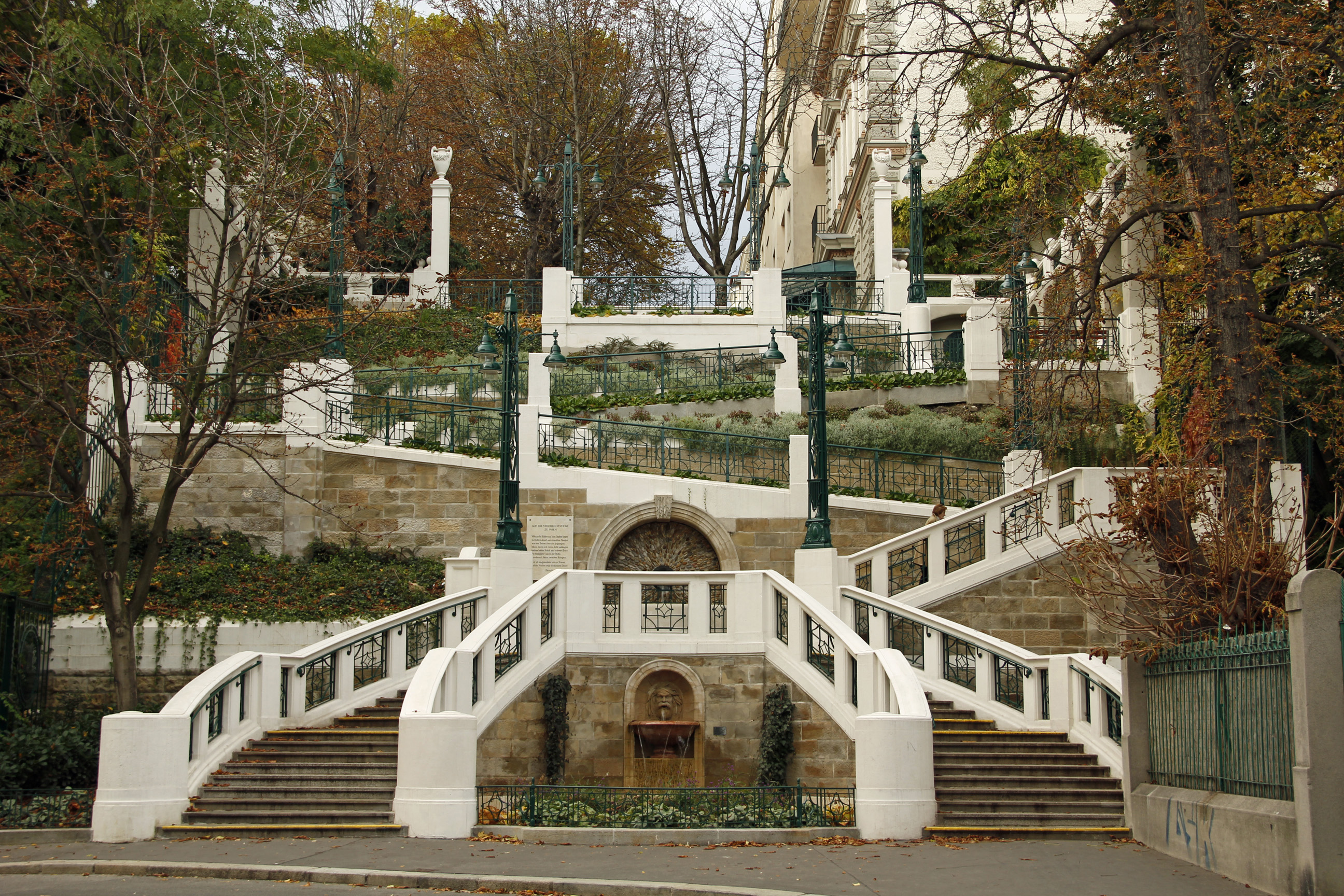
L'escalier Strudlhof
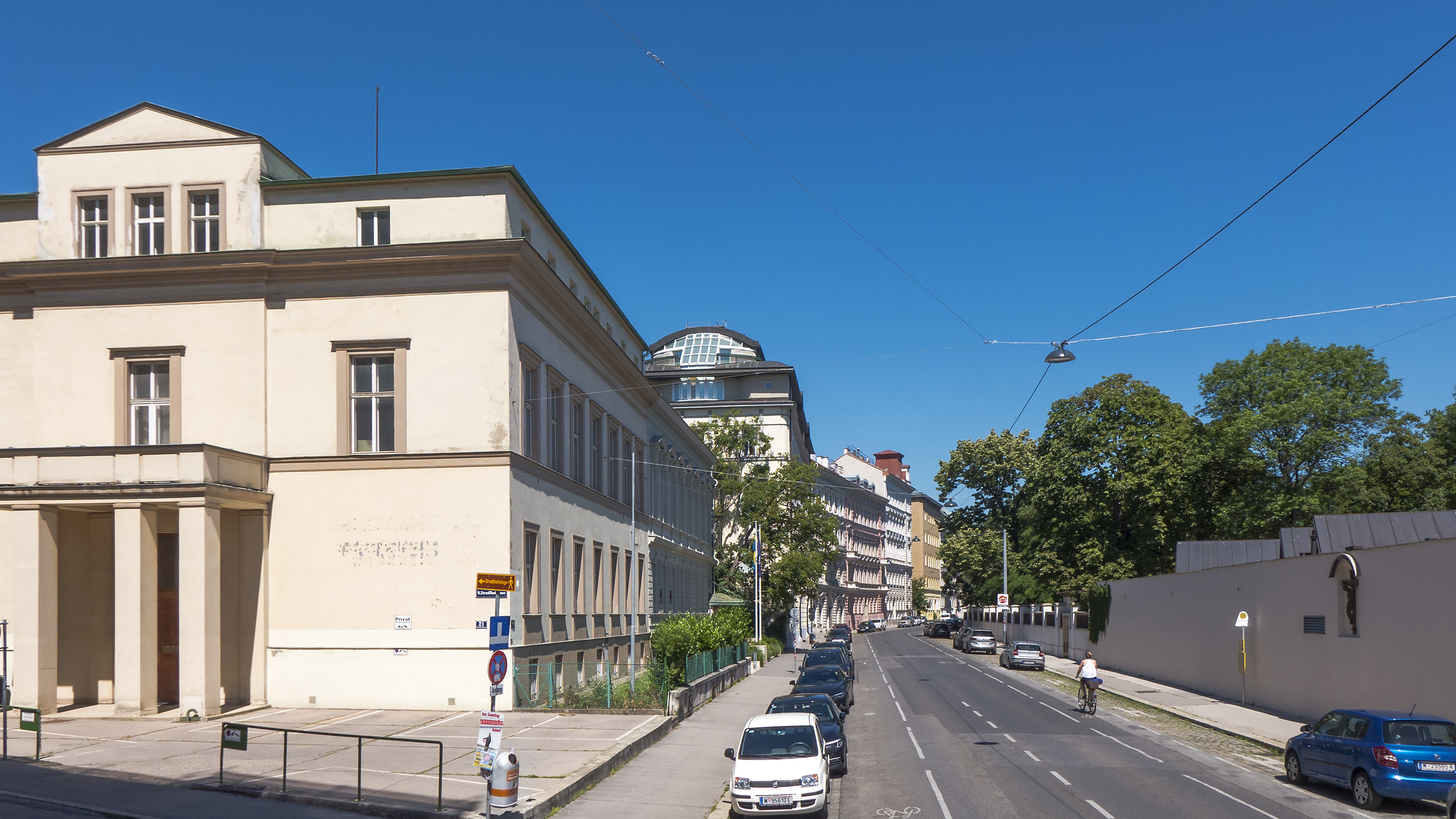
Au parc Liechtenstein
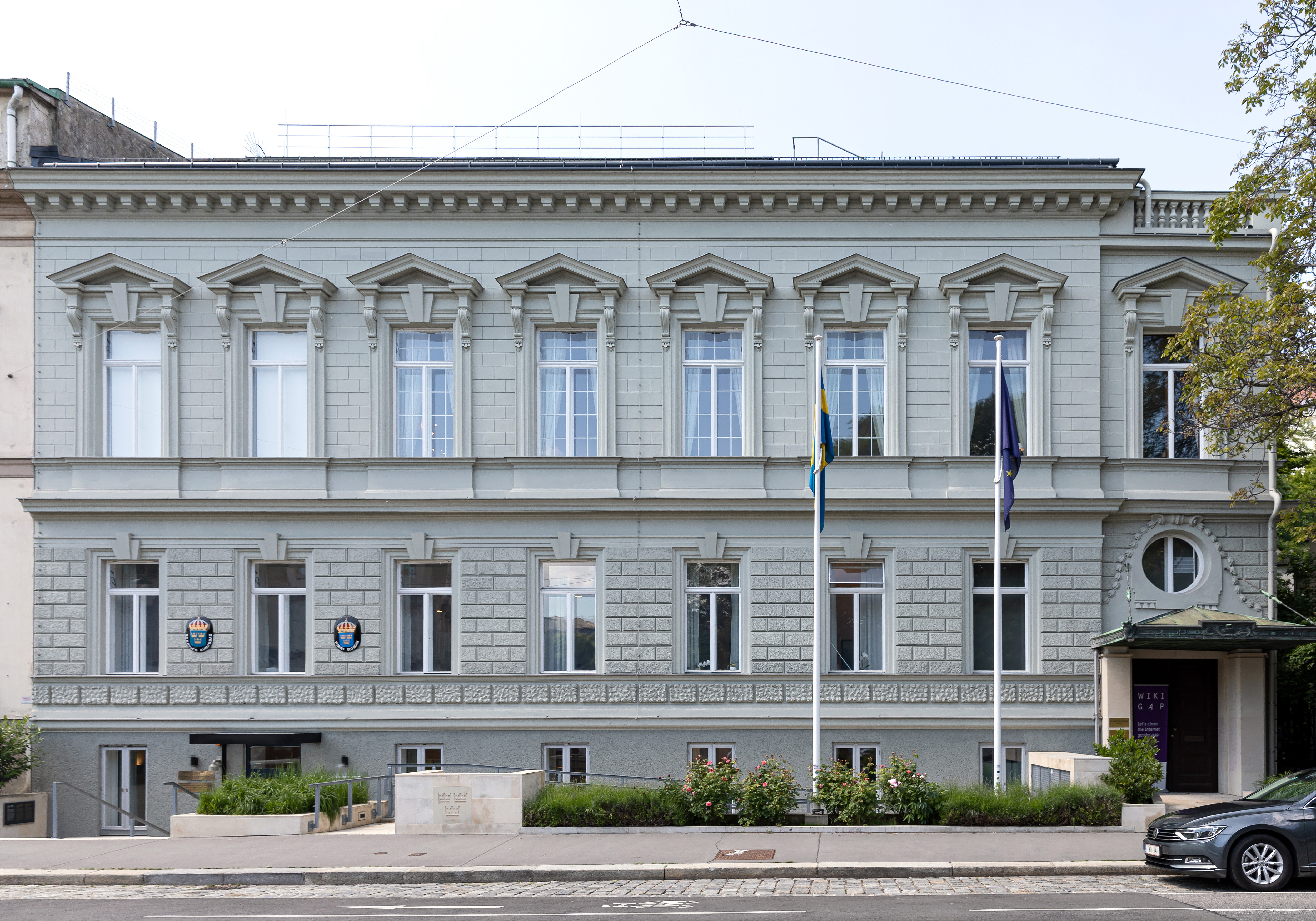
N°51 : Palais Szeps
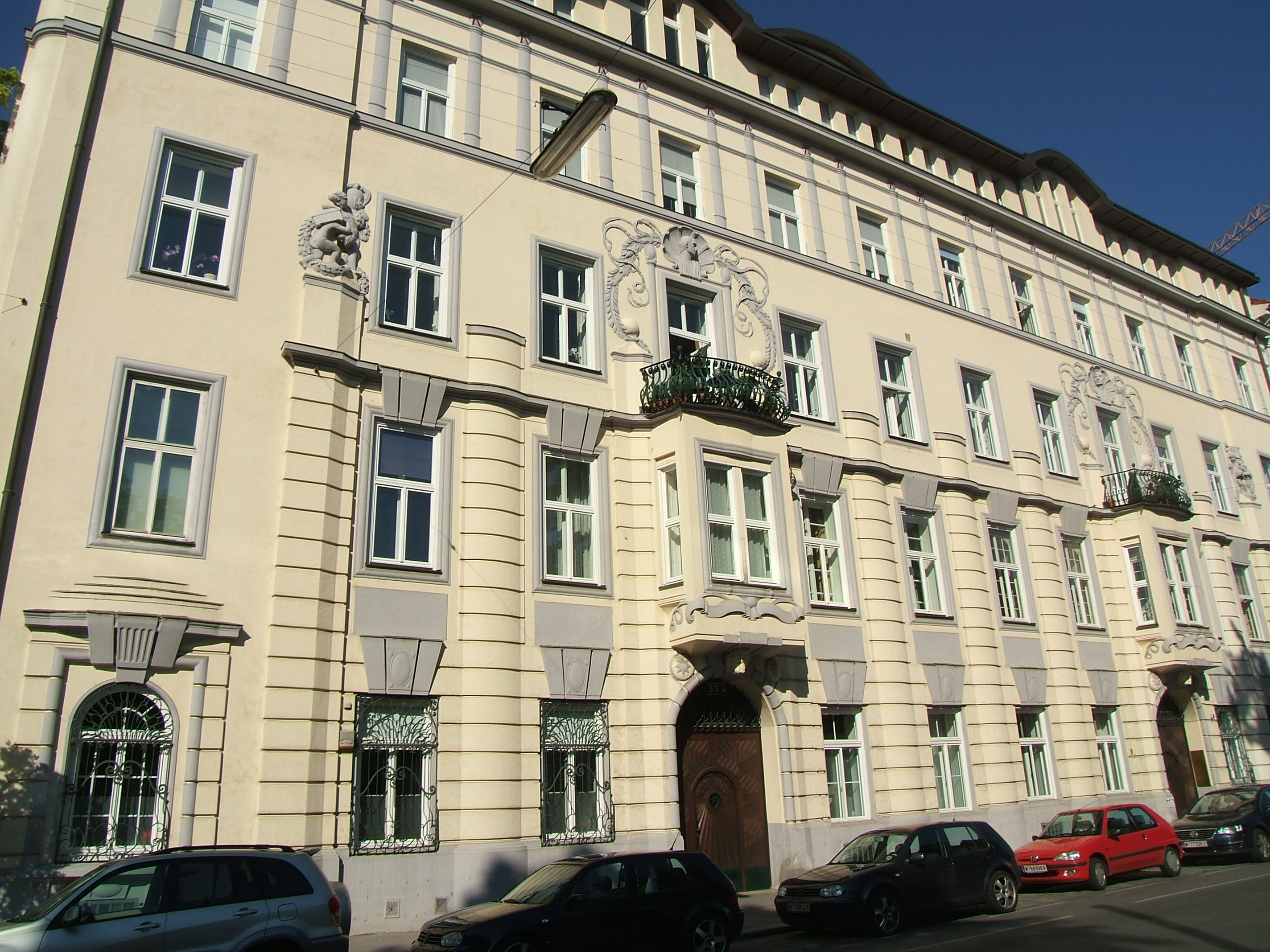
N° 53-55 : Palais Kranz
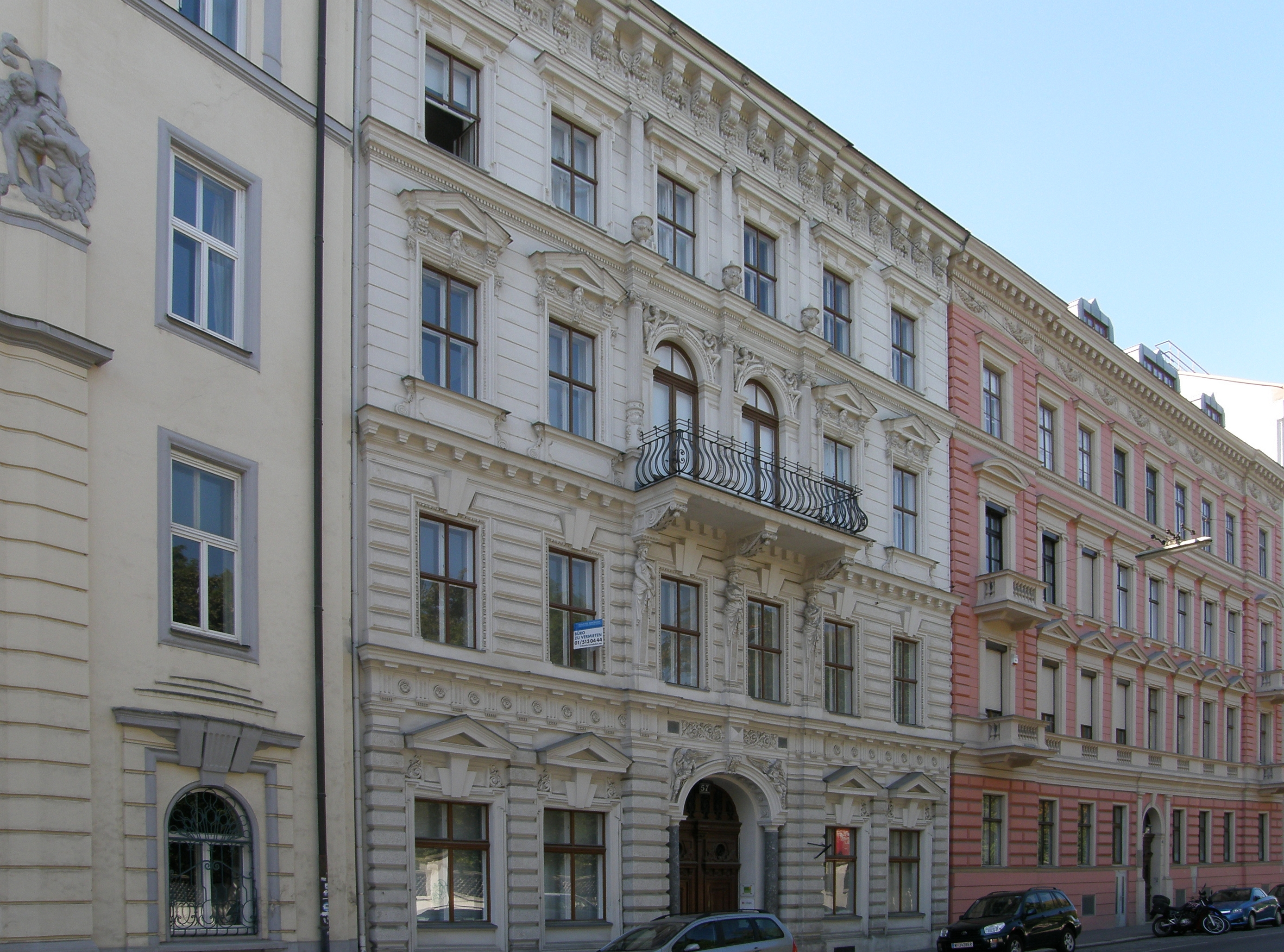
N°57
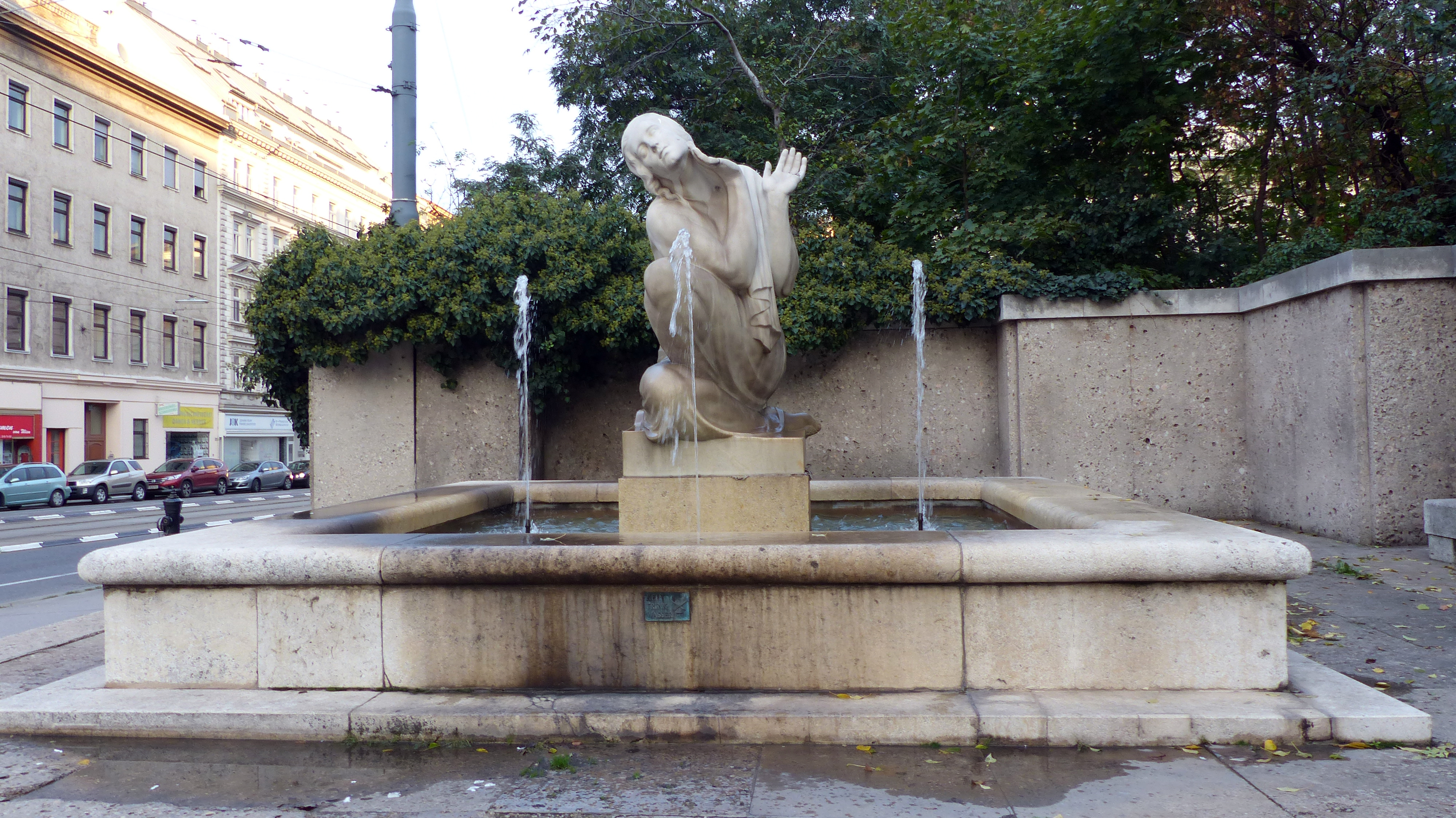
Fontaine Schubert
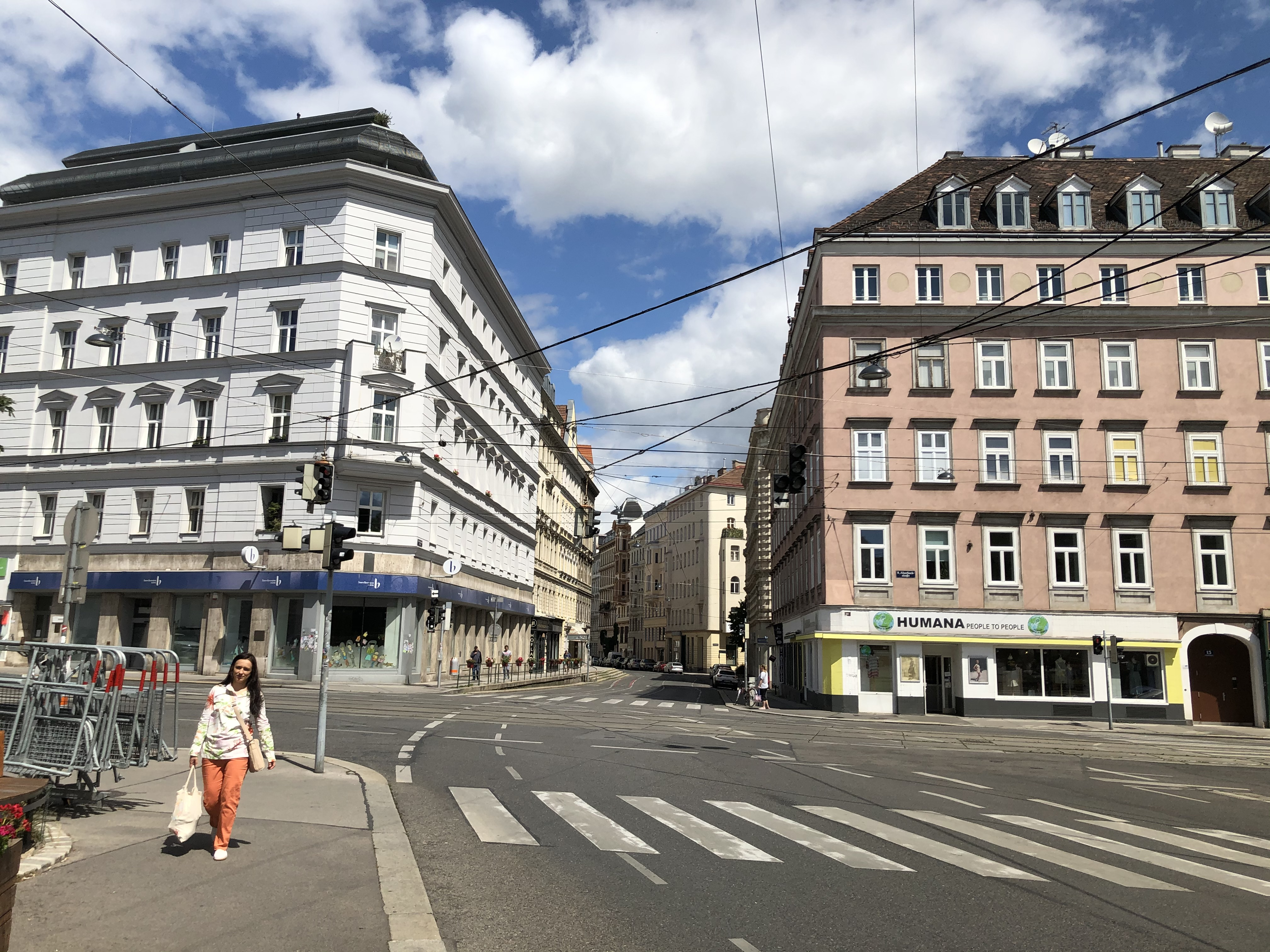
Intersection avec la Alserbachstrasse
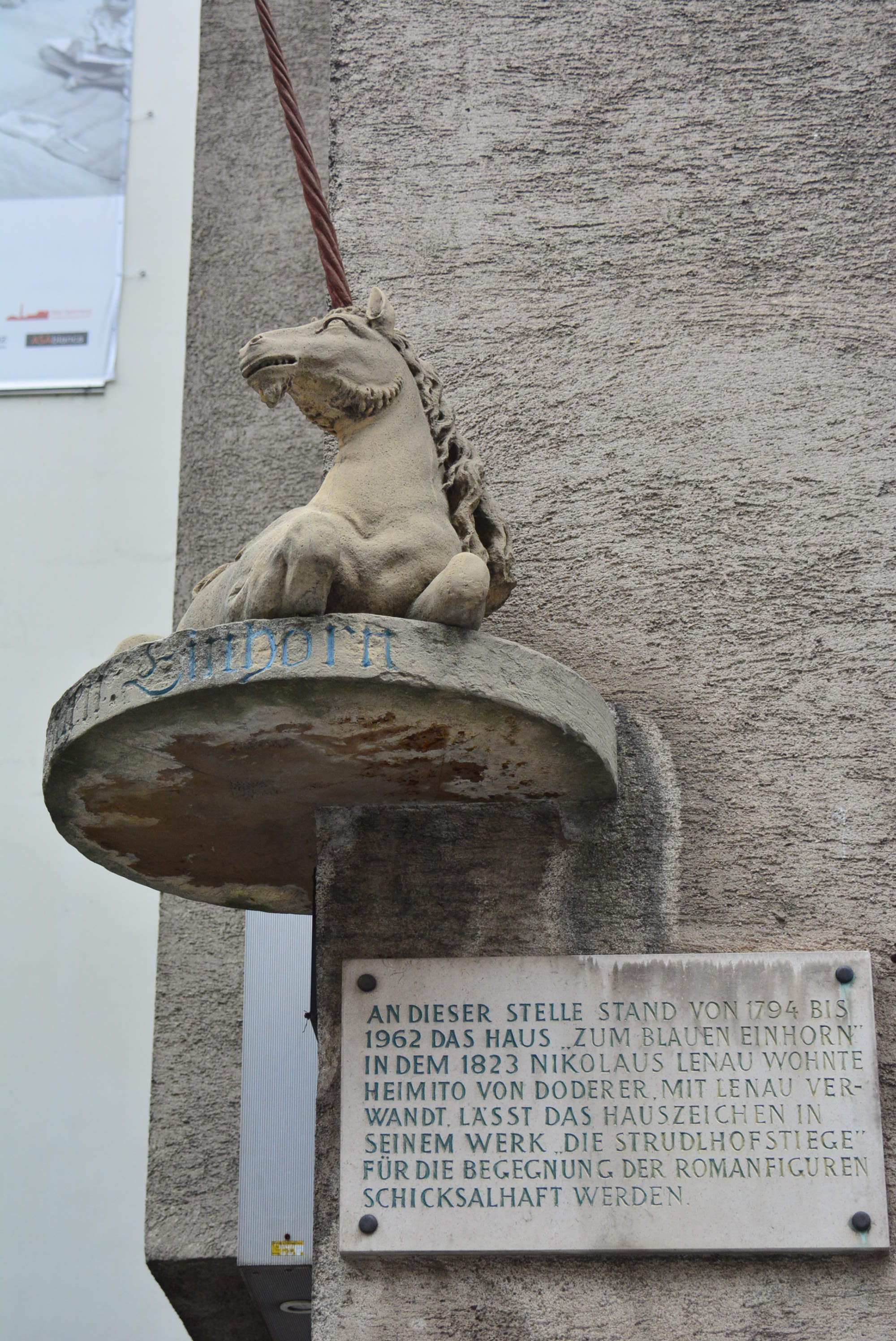
N°74 : Détail de la Maison de la Licorne Bleue
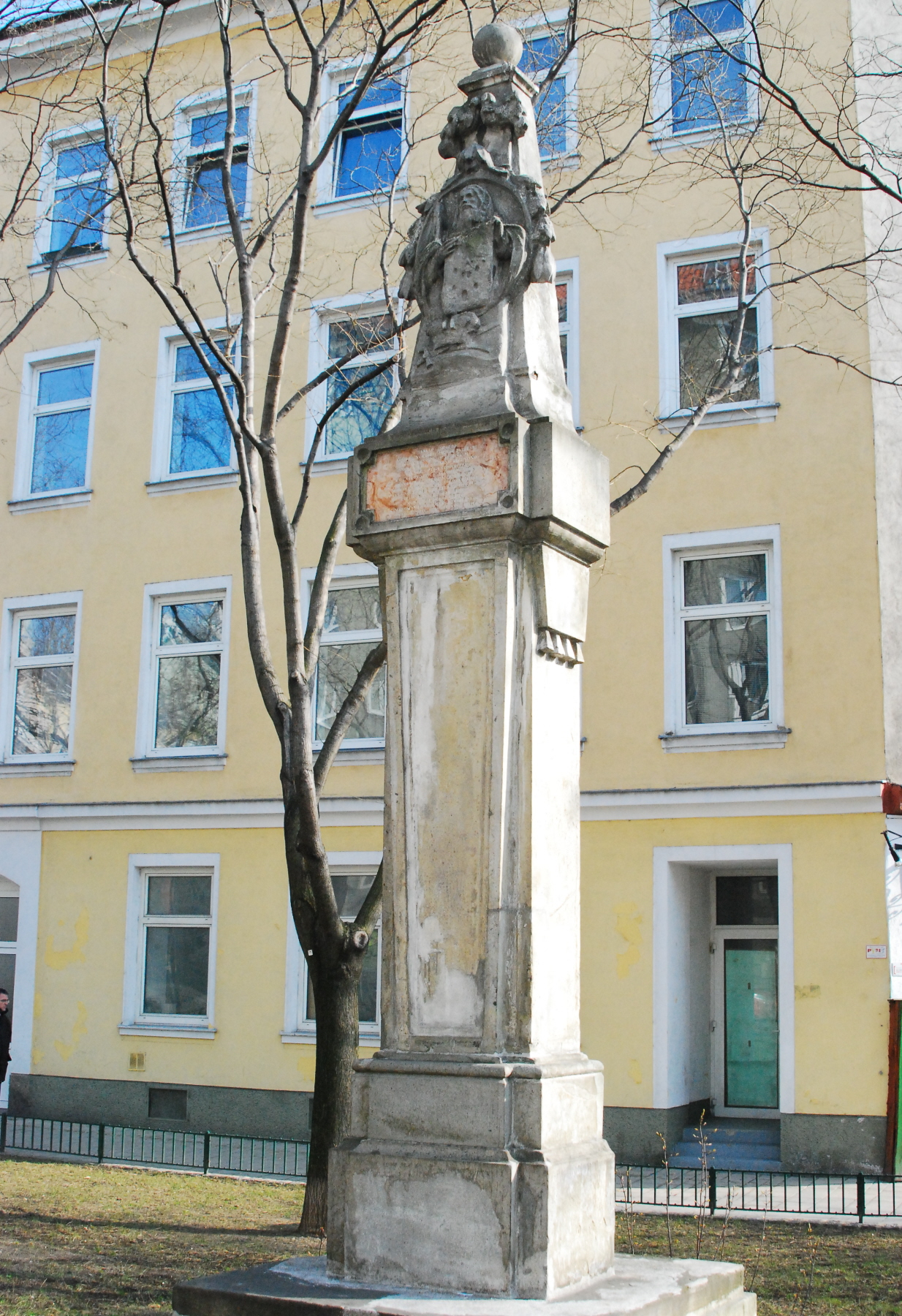
Croix du prélat
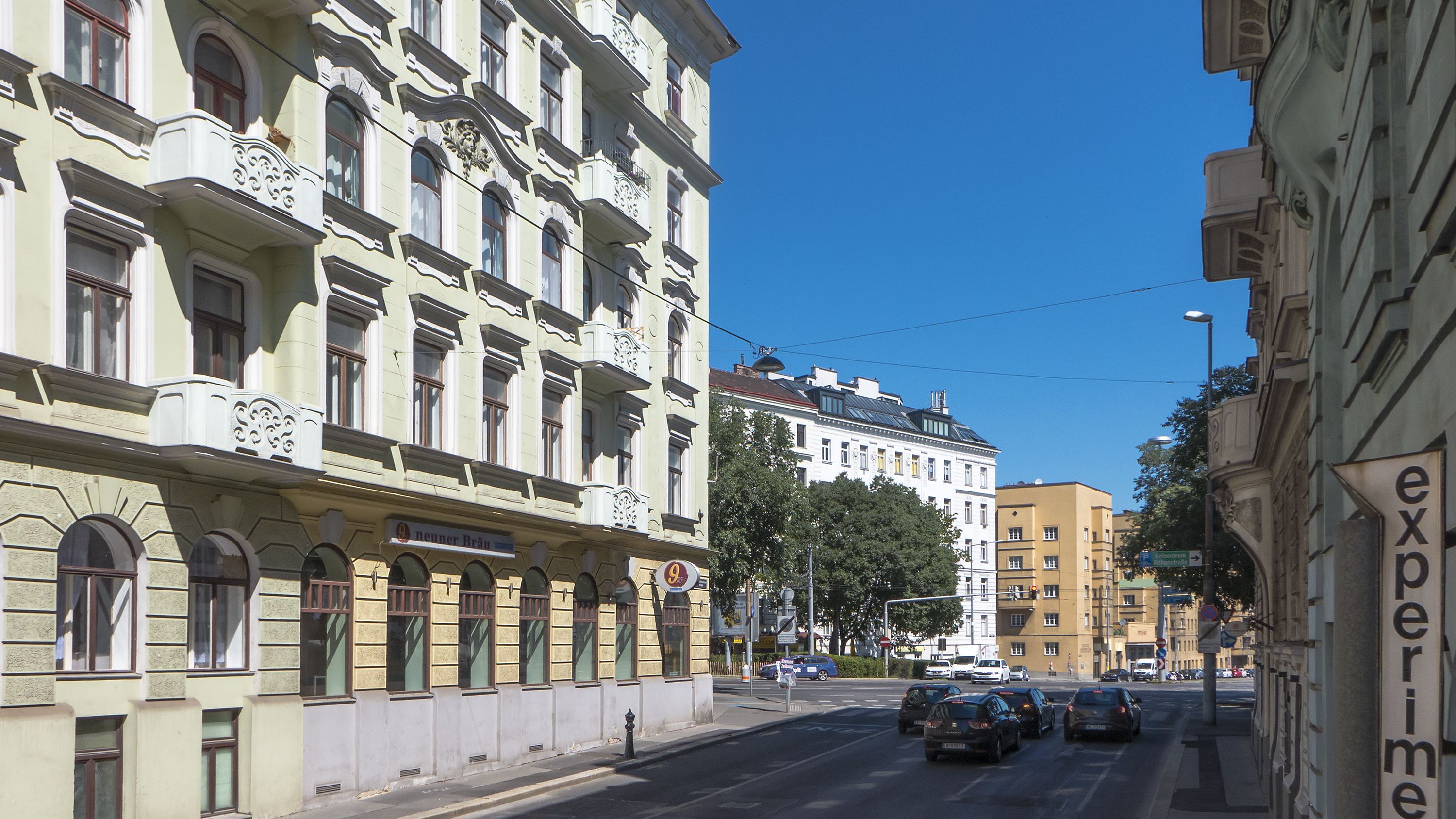
Fin à la Liechtenwerder Platz